# خوسه کروس (بازیکن فوتبال، زاده ۱۹۸۸)
خوسه کروس (اسپانیایی: José Cruz‎؛ زادهٔ ۱۰ اوت ۱۹۸۸) بازیکن فوتبال اهل اسپانیا است.
از باشگاه‌هایی که در آن بازی کرده‌است می‌توان به باشگاه فوتبال رئال مادرید سی اشاره کرد.